# 小山田桜台
小山田桜台（おやまださくらだい）は、東京都町田市の町名。現行行政地名は小山田桜台一丁目及び二丁目。郵便番号は194-0204。

## 地理
町田市の北部に位置する。東は下小山田町、西と北は上小山田町、南は常盤町と接している。
町域の大部分を、旧住宅・都市整備公団（UR都市再生機構）の大規模団地「小山田桜台団地」が占めている。

## 歴史

### 地名の由来
隣接する尾根緑道は桜の名所となっているが、当該地区も約50種類の桜が植えられた。旧町名の小山田と桜、台（丘陵の平らなところ）を組み合わせて名づけられた。

### 沿革
- 1983年（昭和58年） - 小山田桜台団地の入居開始。
- 1984年（昭和59年）2月1日 - 上小山田町、下小山田町、常盤町のそれぞれ一部より小山田桜台一丁目〜二丁目を新設。

## 世帯数と人口
2018年（平成30年）1月1日現在の世帯数と人口は以下の通りである。
| 丁目             | 世帯数    | 人口    |
| ---------------- | --------- | ------- |
| 小山田桜台一丁目 | 744世帯   | 1,709人 |
| 小山田桜台二丁目 | 818世帯   | 1,874人 |
| 計               | 1,562世帯 | 3,583人 |

## 小・中学校の学区
市立小・中学校に通う場合、学区は以下の通りとなる。
| 丁目             | 番地 | 小学校                 | 中学校               |
| ---------------- | ---- | ---------------------- | -------------------- |
| 小山田桜台一丁目 | 全域 | 町田市立小山田南小学校 | 町田市立小山田中学校 |
| 小山田桜台二丁目 | 全域 | 町田市立小山田南小学校 | 町田市立小山田中学校 |

## 交通

### 路線バス
神奈川中央交通が町田駅（町田バスセンター）や淵野辺駅を結ぶ路線バスを運行している。2017年12月18日より唐木田駅東・多摩南部地域病院方面を結ぶ検証運行が開始された。
- 町32：町田BC - 森野六丁目 - 境川団地 - 忠生公園前 - 忠生三丁目 - 桜美林学園 - 小山田桜台
- 町34：町田BC - 森野三丁目 - 市民病院前 - 忠生公園前 - 忠生三丁目 - 桜美林学園 - 小山田桜台
- 淵30：淵野辺駅北口 - 桜美林学園 - 小山田桜台
- 淵67：淵野辺駅北口 - 桜美林学園 - 小山田桜台 - 日大三高
- 検証運行：小山田桜台 - 唐木田駅東 - 多摩南部地域病院（平日のみ）

### 道路
- 桜台通り
  - 小山田隧道
- 八重咲通り
- 尾根緑道

### モノレール計画
2022年1月28日、多摩都市モノレールの町田方面への延伸に関し、小山田桜台付近を通過するルートが選定されたことが東京都より発表された。

## 施設
教育
- 小学校
  - 町田市立小山田南小学校
- 中学校
  - 町田市立小山田中学校

文化
- 小山田子どもクラブゆめいく

商業
- スーパー三和 小山田店

金融機関
- 城南信用金庫 小山田支店

郵便局
- 町田小山田桜台郵便局

警察
- 町田警察署小山田駐在所

公園
- 谷戸池公園
- こぶし公園
- 小山田桜台児童公園